# Système européen d'échange d'informations en cas d'urgence radiologique
Pour les articles homonymes, voir Écurie (homonymie).
Le système européen d’échange d’informations en cas d'urgence radiologique (European Community Urgent Radiological Information Exchange ou ECURIE) est un des systèmes d'action rapide (RAS), mis en place par la Commission européenne, qui dispose d'un réseau d'échange d'informations permettant de recevoir et de déclencher une alerte et de faire ainsi circuler les informations rapidement au sein de l'Union européenne en cas d'urgence radioactive ou d'accident nucléaire majeur.
Ce système a été mis en place en 1987 par une décision du Conseil de l'Union européenne du 14 décembre à la suite notamment de l'accident survenu à Tchernobyl en 1986. Cette décision est entrée en vigueur le 21 mars 1988 et a été ratifiée par l'ensemble des États membres de l'Union européenne ainsi que par certains pays tiers, tels que la Suisse et les pays candidats à l'adhésion comme la Turquie.

## Fonctionnement
Le système ECURIE est une chaîne d'information qui relaye, en cas d'incident, l'information entre les autorités locales, nationales et européennes qui la font ensuite parvenir aux différents gouvernements des États ayant transposé cette décision afin qu'ils prennent les mesures adéquates rapidement. Toutes les étapes de ce processus n'ont été que rarement mises en pratique jusqu'à présent.

## Alertes déclenchées
Selon Ferran Tarradellas, le porte-parole de la Commission chargé de l'énergie en 2008, le système d'alerte ECURIE est utilisé fréquemment mais il est très rare que l'incident soit rendu public.
- 2005 : deux alertes, pas de communication au grand public[5].
- 2006 : deux alertes, pas de communication au grand public[5].
- 2007 : aucune alerte[5].
- 2008 : trois alertes (au 7 juin 2008), les deux premières n'ayant pas donné lieu à une communication au grand public[5].
  - Le 4 juin 2008, la Commission européenne a déclenché son système d'alerte à la suite d'une fuite signalée dans le circuit primaire du système de refroidissement du réacteur de la centrale nucléaire de Krško en Slovénie. L'information a été rendue publique, ce qui n'était jamais arrivé auparavant, laissant craindre à un incident plus grave dans l'échelle INES. L'alerte a été le fruit d'un cafouillage dans la communication de la Slovénie[6] mais n'a pas donné lieu à des conséquences graves autres que l'arrêt de la centrale pour réparation.
- le 31 décembre 2011 : une petite fuite est détectée sur le réacteur de Krsko en Slovénie entraînant le déclenchement d'ECURIE[7].

## Sources

## Compléments